# Света Петка (област Пазарджик)
Вижте пояснителната страница за други значения на Света Петка.
Света Петка е село в Южна България. То се намира в община Велинград, област Пазарджик.

## География
Света Петка е село, разположено в котловината Чепино на 14 километра от Велинград, 54 км от Пазарджик и на 96 от Пловдив. Съставните му махали са Всемирци, Далова махала, Долна Дъбева, Сойка и Алендарова. Селото е изцяло мюсюлманско. То е разположено в югозападната част на рида Алабак, в Западните Родопи на височина около 1200 м.н.р.
Климат - планински.
Почви - светлокафяви горски почви.
Поминък - отглеждат се предимно картофи за семена и консумация. Няма промишлени предприятия. Основни източници на доходи са: дърводобив, горски продукти-гъби, билки и др.
Има железопътна спирка, на един километър от селото, на теснопътна железопътна линия Септември – Добринище.

## История
Според местната легенда първоначално се казва Мехмедова чука и е било колиби. До 1926 г. колибите са броени към с. Лъджене /днешен квартал на гр. Велинград/. Признато за село на 01.04. 1939 г. От 1952 до 1964 г. селото се е казвало „Лютово“, на името на партизанския помагач Мустафа Лютов. През 1964 година историческото име Света Петка е възстановено. Причината да бъде наречено селото  на името на Св. Петка е свързана с пренасяне мощите на светицата през XIII век. В района на селото мощите са  пренощували.
След Руско-турската война и Съединението на България населението на Бабешките колиби намалява. През 1887 година Христо Попконстантинов обнародва статистика за броя на домакинствата в Бабешките колиби, в която Света Петка е посочено като селище с 25 помашки семейства.
Селото е електрифицирано през 1958 г.

## Обществени институции
- Селото разполага с 3 детски градини – най-голямата е в село Света Петка и две в махалите Алендарова и Всемирци.
- Средно образователно училище „Христо Смирненски“.
- Кметство

## Културни и природни забележителности
В землището на с. Света Петка се намират три тракийски надгробни могили /източник: „Енциклопедия на България“ /, чието местоположение не е точно определено.

## Редовни събития
Всяка година там се празнуват празниците Рамазан байрам и Курбан байрам.С традиционният празник Арфе или както местните го наричат Арфа . Това е празник при който децата излизат рано сутринта с чанти като хората от селото ги чакат пред къщите им със сладки като ги раздават на събиращите деца .

## Религия
Хората са мюсюлмани по вероизповедание. Те са етнически българи, които изповядват исляма – българомохамедани (помаци). Техният майчин език е български, а голяма част от песните и обичаите са типични за българския фолклор.

### Кухня
Основните ястия, приготвящи се в селото, са предимно родопски. Запазена марка на селото е приготвянето на сладко от „зунички“ по стара рецепта.